# Östergötlands runinskrifter 93
Runsten Ög 93 står i Harstads socken, Mjölby kommun. 

## Historik
Runstenen upptäcktes 1865 på Haddestads Ryttaregård (tidigare Fogdegård) i Väderstads socken, Göstrings härad. När Carl Fredrik Nordenskiöld besökte stenen stod den lutad mot en gärdesgård. Runstenen restes 1895 nedanför en bergbacke.
Runstenen av rödaktig granit var 1,5 meter hög och 55 centimeter bred. Runinskriftens bredd var 9–10 centimeter. Uppmålad 1971.
Translitterering av runraden:
: þiuþreiþr : reisþi : stein : þisa : eftiʀ : biurn : buta : sin : aʀ : uarþ · hauin ·
Normalisering till runsvenska:
Þiuðhæiðr ræisþi stæin þennsa æftiʀ Biorn, bonda sinn, eʀ varð haggvinn.
Översättning till nusvenska:
Tjudred reste denna sten efter Björn, sin man, som blev dödad.